# Internationaal filmfestival van Caïro
Het Internationaal filmfestival van Caïro is een door de FIAPF erkend filmfestival, dat sinds 1976 elk jaar wordt gehouden in Caïro, Egypte. Het was het eerste filmfestival dat werd gehouden in het Midden-Oosten.
Op het festival hebben veel internationaal bekende acteurs prijzen ontvangen, zoals John Malkovich, Nicolas Cage, Morgan Freeman, Bud Spencer, Gina Lollobrigida, Ornella Muti, Sophia Loren, Claudia Cardinale, Victoria Abril, Elizabeth Taylor, Shashi Kapoor, Alain Delon, Greta Scacchi, Catherine Deneuve, Peter O'Toole, Christopher Lee, Irene Papas, Marcello Mastroianni en Omar Sharif, evenals enkele bekende regisseurs: Robert Wise, Elia Kazan, Vanessa Redgrave, Oliver Stone, Roland Joffe, Carlos Saura, Ismail Merchant en Michelangelo Antonioni. 
De presidenten van het filmfestival sinds de oprichting zijn Saad El-Din Wahba, Hussein Fahmy en Sherif El Shoubashy. In 2006 werd een nieuwe president toegewezen aan het festival door het Egyptische ministerie van cultuur. Farouk Hosny, de nieuwe president, is een Egyptische acteur en musicus. 

## Prijzen
De officiële prijzen worden toegekend aan films die meedoen aan de competitie binnen de officiële selectie van het festival, en worden uitgereikt door een internationale jury.
- Gouden Piramide voor beste film
- Zilveren Piramide voor beste regisseur
- Bronzen Piramide voor beste debuterend regisseur
- Naguib Mahfouz-prijs voor beste scenario

### Winnaars van deGouden Piramide
In het onderstaande overzicht zijn de winnaars weergegeven van de Gouden Piramide voor beste film sinds 2000 (24ste editie).
| Jaar                | Film                    | Regisseur            | Land                |
| ------------------- | ----------------------- | -------------------- | ------------------- |
| 2000 (24ste editie) | Yi sheng tan xi         | Feng Xiaogang        | China               |
| 2001 (25ste editie) | Pauline & Paulette      | Lieven Debrauwer     | België              |
| 2002 (26ste editie) | Az utolsó blues         | Péter Gárdos         | Hongarije           |
| 2003 (27ste editie) | O vasilias              | Nikos Grammatikos    | Griekenland         |
| 2004 (28ste editie) | Guardiani delle nuvole  | Luciano Odorisio     | Italië              |
| 2005 (29ste editie) | Äideistä parhain        | Klaus Härö           | Finland             |
| 2006 (30ste editie) | Fang xiang zhi lu       | Zhang Jiarui         | China               |
| 2007 (31ste editie) | L'ennemi intime         | Florent Emilio Siri  | Frankrijk           |
| 2008 (32ste editie) | Retorno a Hansala       | Chus Gutiérrez       | Spanje              |
| 2009 (33ste editie) | Postia pappi Jaakobille | Klaus Härö           | Finland             |
| 2010 (34ste editie) | El Shoq                 | Khaled El Hagar      | Egypte              |
| 2012 (35ste editie) | Rendez-vous à Kiruna    | Anna Novion          | Frankrijk           |
| 2014 (36ste editie) | Melbourne               | Nima Javidi          | Iran                |
| 2015 (37ste editie) | Mediterranea            | Jonas Carpignano     | Italië              |
| 2016 (38ste editie) | Mimosas                 | Oliver Laxe          | Spanje              |
| 2017 (39ste editie) | L'intrusa               | Leonardo di Costanzo | Italië              |
| 2018 (40ste editie) | La noche de 12 años     | Álvaro Brechner      | Uruguay             |
| 2019 (41ste editie) | Ya no estoy aquí        | Fernando Frias       | Mexico              |
| 2020 (42ste editie) | Limbo                   | Ben Sharrock         | Verenigd Koninkrijk |
| 2021 (43ste editie) | El hoyo en la cerca     | Joaquin del Paso     | Mexico Polen        |